# (8158) Herder
(8158) Herder ist ein Asteroid des mittleren Hauptgürtels, der am 23. Oktober 1989 vom deutschen Astronomen
Freimut Börngen an der Thüringer Landessternwarte Tautenburg (IAU-Code 033) im Tautenburger Wald in Thüringen entdeckt wurde.
Der Asteroid wurde am 11. April 1998 nach dem deutschen Schriftsteller, Dichter, Übersetzer, Theologen sowie Geschichts- und Kultur-Philosoph der Weimarer Klassik Johann Gottfried Herder (1744–1803) benannt, der als Denker deutscher Sprache im Zeitalter der Aufklärung zusammen mit Christoph Martin Wieland, Johann Wolfgang von Goethe und Friedrich Schiller zum klassischen Viergestirn von Weimar zählt.